# Ambasada RP w Belgradzie
Ambasada Rzeczypospolitej Polskiej w Belgradzie (serb. Амбасада Републике Пољске у Београду) – polska misja dyplomatyczna w stolicy Serbii.

## Struktura placówki
- Referat Polityczno-Ekonomiczny
- Wydział Konsularny
- Referat ds. Administracyjno-Finansowych
- Ataszat wojskowy
- Sekretariat

Źródło.

## Historia placówki

### Do 1945
Brak jest informacji na temat okoliczności nawiązania stosunków polsko-serbskich po I wojnie światowej. Oficjalne poselstwo w Królestwie Serbów, Chorwatów i Słoweńców działało od 1 stycznia 1919 pod kierownictwem Czesława Pruszyńskiego. Depesza notyfikacyjna, wystosowana przez Naczelnika Państwa Józefa Piłsudskiego, została złożona na ręce regenta Królestwa księcia Aleksandra 16 stycznia 1919. Od 1922 Poselstwo mieściło się przy ul. Krunskiej 58, a w latach 1934–1939 przy ul. Miloša Velikog 4.
3 października 1929 przemianowano Królestwo SHS na Królestwo Jugosławii. Ostatnim przedstawicielem Polski przed wybuchem II wojny światowej był Kazimierz Roman Dębicki (poseł od 30 maja 1935), który pełnił swoją funkcję do 6 kwietnia 1941, kiedy to personel poselstwa został zmuszony opuścić Królestwo Jugosławii.
Dębicki kontynuował swoją misję od 10 sierpnia 1941 przy emigracyjnym rządzie jugosłowiańskim w Londynie i Kairze. Jego następcą został Mieczysław Marchlewski (poseł od 1 września 1942 do 5 lipca 1945).
Ostatnie miesiące urzędowania Marchlewskiego, przedstawiciela Rządu RP na uchodźstwie, nałożyły się w czasie z decyzją nowo powstałego rządu Federacyjnej Ludowej Republiki Jugosławii o uznaniu utworzonego przez KRN 31 grudnia 1944 Rządu Tymczasowego RP i nawiązaniu z nim stosunków dyplomatycznych na poziomie poselstw, co nastąpiło 30 marca 1945. Trochę ponad dwa miesiące później przedstawicielstwom obydwu krajów komunistyczne władze nadały rangę ambasad.

### Po 1945

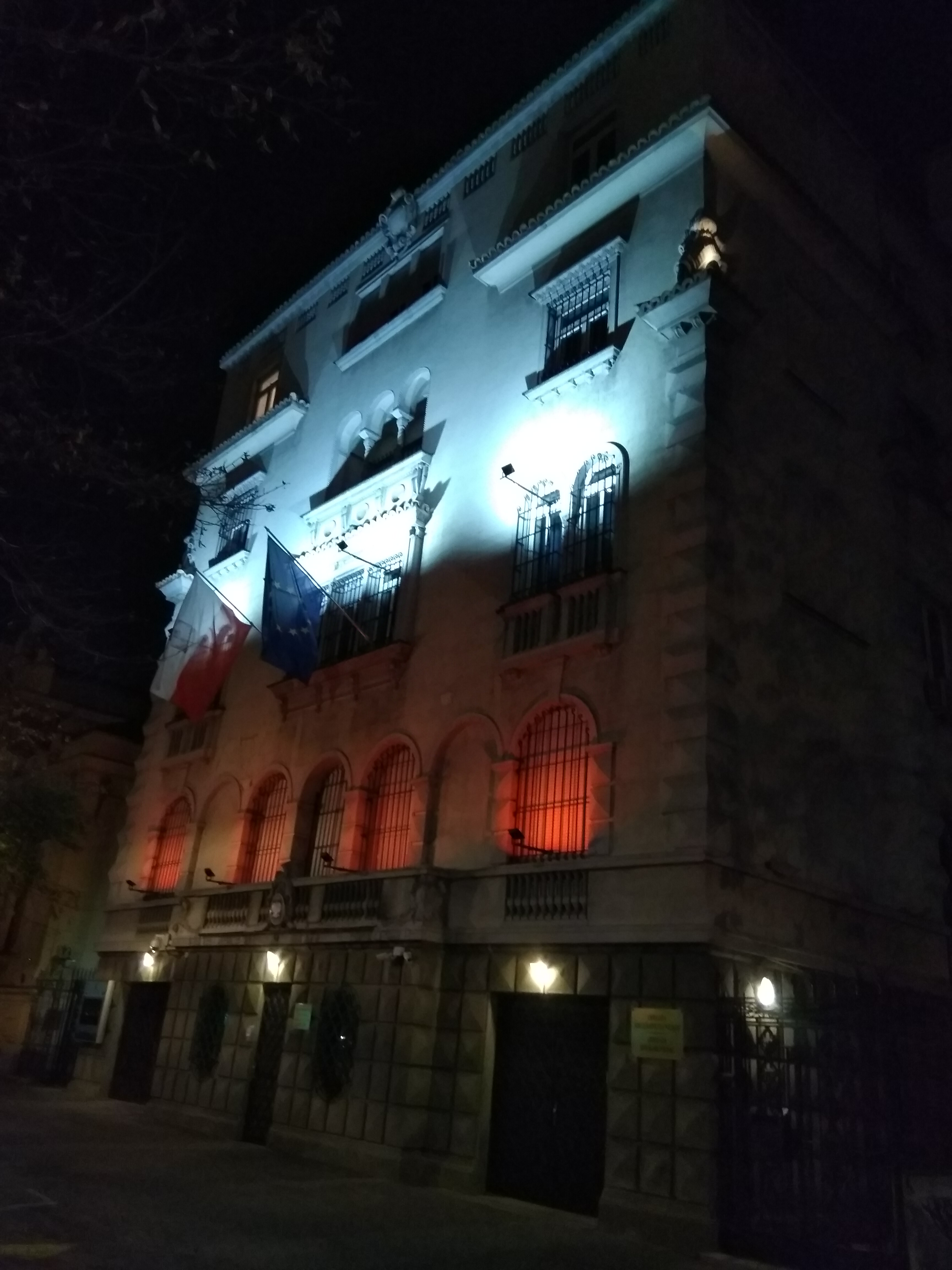
Stary budynek Ambasady na ul. Kneza Miloša (2018)

W 1955, za kadencji ambasadora Henryka Grochulskiego, zakupiono od Zorki Karadžić wzniesioną w 1937 kamienicę usytuowaną przy ul. Kneza Miloša 38, w której ulokowano siedzibę ambasady.
Czasem intensywnych zmian były lata 90. Wpierw rozpadła się Socjalistyczna Federacyjna Republika Jugosławii (1991–1992). Kierownikiem placówki w Belgradzie był wówczas Jerzy Chmielewski (urzędowanie rozpoczął 27 lutego 1991). W lipcu 1992, dwa miesiące po wybuchu wojny w Bośni i Hercegowinie, Chmielewski został wezwany do kraju na konsultacje. Formalne zastępstwo, w randze charge d'affaires (ad interim), objął 31 lipca Julian Sutor, który swoje funkcje sprawował do września 1996, kiedy Chmielewskiego zastąpił Sławomir Dąbrowa. Za kadencji Tadeusza Diema (od 23 listopada 2001), w 2003 Federalna Republika Jugosławii została zastąpiona federacją Serbii i Czarnogóry. Serbia, jako samodzielny podmiot w prawie międzynarodowym, funkcjonuje od 2006.
W 2022 otwarto konsulat honorowy w Niszu. W 2024 siedzibę ambasady przeniesiono na ulicę Neznanog Junaka 1a.

## Ambasadorowie
Ambasadorowie RP i PRL w Królestwie Serbów, Chorwatów i Słoweńców; w Jugosławii, w Serbii i Czarnogórze oraz w Serbii.